# Jus ad bellum
Jus ad bellum (latim para: "direito à guerra") é um conjunto de critérios que devem ser consultados antes de entrar em guerra para determinar se é permitido entrar em guerra, isto é, se será uma guerra justa. Isso é distinto do conjunto de regras que devem ser seguidas durante uma guerra, conhecidas como jus in bello.

## Definição
Jus ad bellum às vezes é considerado uma parte das leis da guerra, mas o termo "leis da guerra" também pode ser considerado para se referir ao jus in bello , que diz respeito se uma guerra é conduzida com justiça (independentemente de o início das hostilidades ter sido apenas). "Jus ad bellum refere-se às condições em que os Estados podem recorrer à guerra ou ao uso da força armada em geral". Essas regras se concentram em certos critérios para o que torna uma guerra justa.
O artigo 51 da Carta da ONU esclarece: "Nada na presente Carta prejudicará o direito inerente de autodefesa individual ou coletiva se ocorrer um ataque armado contra um Membro das Nações Unidas".
Um acordo internacional que limita as razões justificáveis para um país declarar guerra a outro diz respeito ao jus ad bellum. Além dos pactos bilaterais de não agressão, o século XX viu tratados multilaterais definindo restrições inteiramente novas contra a guerra. Os três exemplos mais notáveis são o Pacto Kellogg-Briand que proíbe a guerra como instrumento de política nacional, a Carta de Londres (conhecida também como Carta de Nuremberg) definindo " crimes contra a paz " como uma das três principais categorias de crimes internacionais a serem processados após Segunda Guerra Mundial e a Carta das Nações Unidas, que obriga as nações a buscarem a resolução de disputas por meios pacíficos e requer autorização das Nações Unidas antes que uma nação possa iniciar qualquer uso da força contra outra, além do direito inerente de autodefesa contra um ataque armado.
Por outro lado, os acordos que definem os limites da conduta aceitável enquanto já estão envolvidos na guerra são considerados "regras de guerra" e são chamados de jus in bello. Assim, as Convenções de Genebra são um conjunto de "jus in bello". Doutrinas relativas à proteção de civis em tempo de guerra, ou a necessidade de "proporcionalidade" no uso da força, são dirigidas a questões de conduta dentro de uma guerra, mas as mesmas doutrinas também podem esclarecer a questão de quando é lícito (ou ilícito) para ir à guerra em primeiro lugar.

## Princípios dojus ad bellum

### Autoridade adequada e declaração pública
O princípio da autoridade correta sugere que uma guerra só é justa se travada por uma autoridade legítima. Tal autoridade está enraizada na noção de soberania do Estado. Em sua Summa Theologica São Tomás de Aquino observa que, para ser uma guerra justa, a guerra não deve apenas ser declarada publicamente, mas também deve ser declarada pela autoridade competente.
A autoridade adequada é o que diferencia a guerra do assassinato: "São as regras da guerra que dão sentido à prática, que distinguem a guerra do assassinato e os soldados dos criminosos". Um soldado é tratado como prisioneiro de guerra e não como criminoso porque está operando sob a devida autoridade do Estado e não pode ser responsabilizado individualmente por atos cometidos sob as ordens de sua liderança militar.

### Justa causa
De acordo com o princípio da intenção correta, o objetivo da guerra não deve ser perseguir interesses nacionais estritamente definidos, mas sim restabelecer uma paz justa. Este estado de paz deveria ser preferível às condições que teriam prevalecido se a guerra não tivesse ocorrido. As guerras não podem ser travadas simplesmente para anexar propriedades ou instalar uma mudança de regime. As doutrinas atuais de "autodefesa antecipada" ou ataques preventivos, às vezes associadas à Doutrina Bush, desafiaram os conceitos de intenção correta/causa justa. A justa causa inclui a intervenção humanitária, principalmente quando as ações “chocam a consciência”. A responsabilidade de proteger abrange mais profundamente a natureza da intervenção humanitária.

### Probabilidade de sucesso
De acordo com este princípio, deve haver boas razões para concluir que os objetivos da guerra justa são alcançáveis. Este princípio enfatiza que a violência em massa não deve ser realizada se for improvável que garanta a causa justa. Este critério destina-se a evitar a invasão pela invasão e vincula-se aos critérios de proporcionalidade. Não se pode invadir se não houver chance de realmente vencer. No entanto, as guerras são travadas com conhecimento imperfeito, portanto, deve-se simplesmente ser capaz de argumentar logicamente que se pode vencer; não há como saber isso com antecedência. Esses critérios movem a conversa de fundamentos morais e teóricos para fundamentos práticos. Essencialmente, isso visa reunir a construção de coalizões e obter a aprovação de outros atores estatais.

### Último recurso
O princípio do último recurso estipula que todas as opções não violentas devem primeiro ser esgotadas antes que o uso da força possa ser justificado. Opções diplomáticas, sanções e outros métodos não militares devem ser tentados ou validamente descartados antes do início das hostilidades. Além disso, em relação à quantidade de dano – proporcionalmente – o princípio do último recurso apoiaria o uso de pequenas forças de intervenção primeiro e depois escalada, em vez de iniciar uma guerra com força maciça, como bombardeio de saturação ou guerra nuclear.

## Histórico
São Tomás de Aquino é um dos primeiros filósofos sobre o que faz uma guerra justa. Sua lista de critérios pretendia proteger os civis e garantir que as guerras não fossem travadas apenas pelo interesse de particulares.
Após a Paz de Vestfália, que encerrou a Guerra dos Trinta Anos, os estudiosos se preocuparam em encontrar uma maneira de controlar a guerra interestadual respeitando a soberania do Estado. Não foi até a formação das Nações Unidas após a Segunda Guerra Mundial que as noções de jus ad bellum foram formalizadas

### A era moderna
Desde a década de 1950, as declarações de jus ad bellum caíram drasticamente. Em "Por que os estados não declaram mais guerra", Tanisha Fazal observa a queda nas declarações formais de guerra desde a década de 1950. Isso pode ser resultado da nuance da guerra nos tempos modernos, dada a ascensão de atores não estatais, como grupos terroristas.